# 21st Century (Digital Boy)
«21st Century (Digital Boy)» es una canción del grupo de punk rock Bad Religion, perteneciente su álbum de 1990 titulado "Against the Grain". La canción también aparece en su álbum de 1994, titulado "Stranger than Fiction". 
La canción, además de ser fuertemente inspirada por 21st Century schizoid man de King Crimson, usa parte de la letra de está cerca del final. 
A pesar de que fue lanzada originalmente en el álbum "Against the Grain", no tuvo éxito hasta la nueva versión que aparece en "Stranger than Fiction", donde llegó hasta el puesto 11 en la lista Modern Rock Tracks. Aparece también en el álbum recopilatorio no oficial titulado "Punk Rock Songs".

## Apariciones
La canción tiene un cover realizado por el grupo de electro pop Groove Coverage llamada "21st Century (Digital Girl)". La canción también aparece en los videojuegos Rock Band 2 y Guitar Hero World Tour como contenido descargable junto con el resto del álbum "Against the Grain".

## Posicionamiento
| Año  | Sencillo                     | Listas             | Posición |
| ---- | ---------------------------- | ------------------ | -------- |
| 1994 | "21st Century (Digital Boy)" | Modern Rock Tracks | 11       |
| 1994 | "21st Century (Digital Boy)" | UK Singles Chart   | 41       |

- Datos: Q4631055